# East Angus
Pronunciação
East Angus é uma cidade localizada na província de Quebec no Canadá.